# Bad Boys para Sempre
Bad Boys for Life (bra/prt: Bad Boys para Sempre) é um filme americano sendo o terceiro filme da franquia desde o seu último lançamento, Bad Boys II (2003). Foi dirigido por Adil El Arbi e Bilall Fallah, produzido por Jerry Bruckheimer. O filme é estrelado pelos atores da primeira franquia Bad Boys (1995), Will Smith, Martin Lawrence e Joe Pantoliano, reprisando os respectivos personagens Mike Lowrey, Marcus Burnett e Conrad Howard.
Bad Boys for Life teve sua première no TCL Chinese Theatre em Hollywood, Califórnia em 14 de janeiro de 2020 e foi lançado nos Estados Unidos em 17 de janeiro de 2020 pela Sony Pictures Releasing, através da Columbia Pictures. O filme recebeu críticas positivas da maioria e faturou US$ 426 milhões em todo o mundo, tornando-se uma das maiores bilheterias de 2020. Foi também a parcela de maior bilheteria da série e o maior lançamento de janeiro de todos os tempos.

## Sinopse
Terceiro episódio das histórias dos policiais Burnett (Martin Lawrence) e Lowrey (Will Smith), que devem encontrar e prender os mais perigosos traficantes de drogas da cidade.

## Elenco
- Will Smith como Detetive Michael Eugene "Mike" Lowrey
- Martin Lawrence como Detetive Marcus Miles Burnett
- Vanessa Hudgens como Kelly
- Alexander Ludwig como Dorn
- Charles Melton como Rafe
- Paola Núñez como Rita, chefe da AMMO e ex-namorada de Mike
- Kate del Castillo como Isabel Aretas,
- Nicky Jam como Zway-Lo[5]
- Joe Pantoliano como Capitão Conrad Howard
- Theresa Randle como Theresa Burnett, esposa de Marcus
- Jacob Scipio como Armando Aretas
- Massi Furlan como Jimmy Beyer
- Jamie Neumann
- Massi Furlan como Lee Taglin
- Bianca Bethune como Megan Burnett, filha de Marcus
- Dennis Greene como Reggie, genro de Marcus, que ele conheceu no filme anterior
- Michael Bay como MC do casamento
- DJ Khaled como Manny, o Açogueiro[6]
- Thomas Brag Como rapaz que entrega bolo

## Dubladores no Brasil
- Estúdio de dublagem: Delart[7]
- Direção de Dublagem: Manolo Rey[7]
- Cliente: Sony Pictures[7]
- Tradução: Guilherme Mendes[7]

Elenco
| Personagem     | Dublador            | Fonte |
| -------------- | ------------------- | ----- |
| Mike           | Márcio Simões       | [ 7 ] |
| Marcus         | Mauro Ramos         | [ 7 ] |
| Rita           | Luísa Viotti        | [ 7 ] |
| Capitão Howard | Helio Ribeiro       | [ 7 ] |
| Rafe           | Renan Ribeiro       | [ 7 ] |
| Dorn           | Felipe Drummond     | [ 7 ] |
| Kelly          | Erika Menezes       | [ 7 ] |
| Armando        | Renan Freitas       | [ 7 ] |
| Zway-Lo        | Rodrigo Antas       | [ 7 ] |
| Isabel         | Roberta Nogueira    | [ 7 ] |
| Thereza        | Márcia Morelli      | [ 7 ] |
| Megan          | Christiane Monteiro | [ 7 ] |
| Reggie         | Fred Mascarenhas    | [ 7 ] |
| Carver         | Marcelo Mattos      | [ 7 ] |
| Jenkins        | Guilherme Lopes     | [ 7 ] |
| Booker         | Hercules Franco     | [ 7 ] |

## Recepção
A continuação tem 77% de aprovação no site Rotten Tomatoes com o consenso de: "Carregado de ação e uma dupla porção de carisma de protagonista, Bad Boys para Sempre revigora essa franquia há muito adormecida, aposentando com força total seus pontos fortes".
O crítico de cinema Márcio Sallem citou que "Com uma maturidade que, confesso, não esperava encontrar a esta altura da franquia, “Bad Boys para Sempre” comprova não ser difícil bolar uma comédia de ação ágil, empolgante, divertida e bem menos inconsequente do que foi um dia, sem abrir mão de que, no centro, não estejam meros avatares de videogame, mas seres humanos sujeitos a alegrias e tristezas que precisam ser retratadas e sentidas por nós para dar sentido ao nosso investimento".

## Produção

### Desenvolvimento
Michael Bay, o diretor dos dois primeiros filmes dos Bad Boys, declarou em junho de 2008 que ele poderia dirigir Bad Boys 3, mas que o maior obstáculo custaria, considerando que Will Smith e ele próprio exigiam alguns dos salários mais altos da indústria cinematográfica. Em agosto de 2009, a Columbia Pictures contratou Peter Craig para escrever um roteiro para a sequência. Em fevereiro de 2011, Martin Lawrence afirmou que o filme estava em desenvolvimento.
Após vários atrasos, Jerry Bruckheimer anunciou em junho de 2014 que o roteirista David Guggenheim estava trabalhando no enredo da sequência. Dois meses depois, Lawrence disse que um roteiro havia sido escrito e que os papéis haviam sido lançados. No ano seguinte, em junho de 2015, foi relatado que o diretor Joe Carnahan estava em negociações para escrever e possivelmente dirigir o filme. A Sony Pictures Entertainment anunciou, pouco tempo depois, em agosto de 2015, que havia planos para duas continuações, com Bad Boys 3 agendados para lançamento em 17 de fevereiro de 2017, seguido de Bad Boys 4 em 3 de Julho de 2019. No início de 2016, Bad Boys 3 foi lançado em 2 de junho de 2017, sem atualização na data de lançamento de Bad Boys 4. Os produtores planejavam começar a produção no início de 2017. Outro atraso veio à tona em agosto de 2016, quando, para evitar a concorrência com o próximo filme da DC Comics, Wonder Woman, o estúdio levou o lançamento do filme para 12 de janeiro de 2018. Também foi revelado que o filme seria intitulado Bad Boys for Life. Em uma entrevista em outubro de 2016 no Jimmy Kimmel Live!, Lawrence disse que as filmagens podem começar em março de 2017. Em dezembro de 2016, uma data de lançamento atualizada para Bad Boys 4 foi definido para 24 de maio de 2019.
A Sony anunciou em fevereiro de 2017 que o lançamento do filme seria adiado pela terceira vez para 9 de novembro de 2018. No mês seguinte, Carnahan deixou o filme devido a conflitos de agendamento. Em agosto de 2017, a Sony removeu o terceiro filme de sua agenda de lançamentos e, no final do mês, Lawrence disse que o filme não aconteceria.
O planejamento foi retomado em fevereiro de 2018, quando os diretores belgas Adil El Arbi e Bilall Fallah foram assinados no lugar de Carnahan, e Smith e Lawrence foram confirmados para reprisar. Geek Worldwide relatou que a terceira parcela da franquia Bad Boys seria filmada de novembro de 2018 a março de 2019 em Miami e Atlanta, com a data de lançamento prevista para 17 de janeiro de 2020.

### Fundição
Em outubro de 2018, a Variety revelou que a Sony estava perto de iluminar a produção do filme. Foi relatado em dezembro de 2018 que Joe Pantoliano reprisaria seu papel como capitão Howard dos filmes anteriores. Kate del Castillo se juntou ao elenco no início de 2019, e foi relatado logo após Theresa Randle reprisar seu papel como a esposa de Marcus, Theresa.

### Filmagens
As filmagens começaram em 14 de janeiro de 2019, no centro de Atlanta. As filmagens também ocorreram na Cidade do México em abril de 2019, bem como em Miami, em 7 de junho de 2019. O diretor de fotografia Robrecht Heyvaert filmou com câmeras digitais Sony CineAlta VENICE e lentes anamórficas Panavision Primo, G- e T-Series.

## Marketing e lançamento
O primeiro trailer oficial de Bad Boys for Life estreou em 4 de setembro de 2019, e seu segundo trailer foi lançado em 5 de novembro. Sua estréia mundial foi realizada no TCL Chinese Theatre em 14 de janeiro de 2020. Will Smith e Martin Lawrence chegaram à estréia dirigindo um Porsche 911 Carrera 4S com o tema Bad Boys tocando alto no sistema de áudio do carro. Bad Boys for Life foi lançado nos Estados Unidos em 17 de janeiro de 2020, 16 de janeiro em Portugal, e 30 de janeiro no Brasil pela Sony Pictures Releasing.

### Mídia doméstica
Bad Boys for Life foi lançado em 31 de março de 2020 para plataformas de streaming, pois a pandemia de COVID-19 resultou no fechamento da maioria dos cinemas em meados de março. O filme foi lançado em 4K Ultra HD, Blu-ray e DVD em 21 de abril de 2020. No Brasil, o filme foi lançado em 20 de maio de 2020 em Blu-ray e DVD, e em Portugal, foi lançado em 21 de maio de 2020 nas mesmas plataformas físicas.

## Sequência
Após o sucesso de bilheteria do filme no fim de semana de abertura, a Sony anunciou planos para uma quarto filme, com Chris Bremner retornando para escrever o roteiro.